# Manduca leucophila
Manduca leucophila är en fjärilsart som beskrevs av Gehlen. 1931. Manduca leucophila ingår i släktet Manduca och familjen svärmare. Inga underarter finns listade i Catalogue of Life.